# Sporonana litoralis
Sporonana litoralis är en kräftdjursart som beskrevs av Just och Wilson 2004. Sporonana litoralis ingår i släktet Sporonana och familjen Paramunnidae.
Artens utbredningsområde är havet kring Nya Zeeland. Inga underarter finns listade i Catalogue of Life.